# Guna (hinduizm)
Guna (dewanagari गुण) – w sanskrycie słowo oznaczające więź, nić lub cechę. W hinduizmie termin ten rozumiany jest jako jakość, cecha.

## Trzy guny
Według samkhji istnieją trzy guny:
- sattwa,
- radźas,
- tamas.

To znaczenie słowa guna jest najczęściej używane, nie tylko w samkhji, lecz także w innych prądach filozofii indyjskiej, w ajurwedzie i indyjskiej psychologii.
Każda wiedza, którą otrzymujemy w tym materialnym świecie, jest zanieczyszczona przez trzy siły natury materialnej. Lecz istnieje też wiedza inna, wolna od tego skażenia, która nazywana jest wiedzą transcendentalną. Aby zdobyć taką wiedzę, należy rozwinąć w sobie wszystkie cechy duchowe. Żywa istota, jako że jest transcendentalna, nie ma nic wspólnego z tą materialną naturą. Jednakże będąc uwarunkowaną przez ten świat materialny, działa pod wpływem trzech sił natury. Przewaga którejś z gun natury przejawia się w naszym postępowaniu, czynnościach, jedzeniu itd. Przez praktykę można rozwinąć gunę dobroci i w ten sposób pokonać gunę ignorancji i pasji. Podobnie można rozwinąć gunę pasji i pokonać dobroć i ignorancję, czy też rozwinąć gunę ignorancji, pokonując pasję i dobroć. To, pod wpływem jakiej guny natury znajduje się dana osoba, można rozpoznać po manifestowanych przez nią czynnościach.
Wisznu nigdy nie znajduje się pod wpływem Maji, która to włada gunami. To raczej dusze uwarunkowane, czyli nieskończenie małe, integralne cząstki Boga, ulegają jej wpływowi i pojawiają się w różnych ciałach.

## Objaśnienia Kryszny
W Bhagawadgicie Kryszna zdefiniował i opisał wszystkie trzy guny. Opowiedział również o podziale m.in. stanów umysłu, żywności, darów, ofiar na sattwiczne, radżasowe i tamasowe.